# Haakon Lie (politiker)

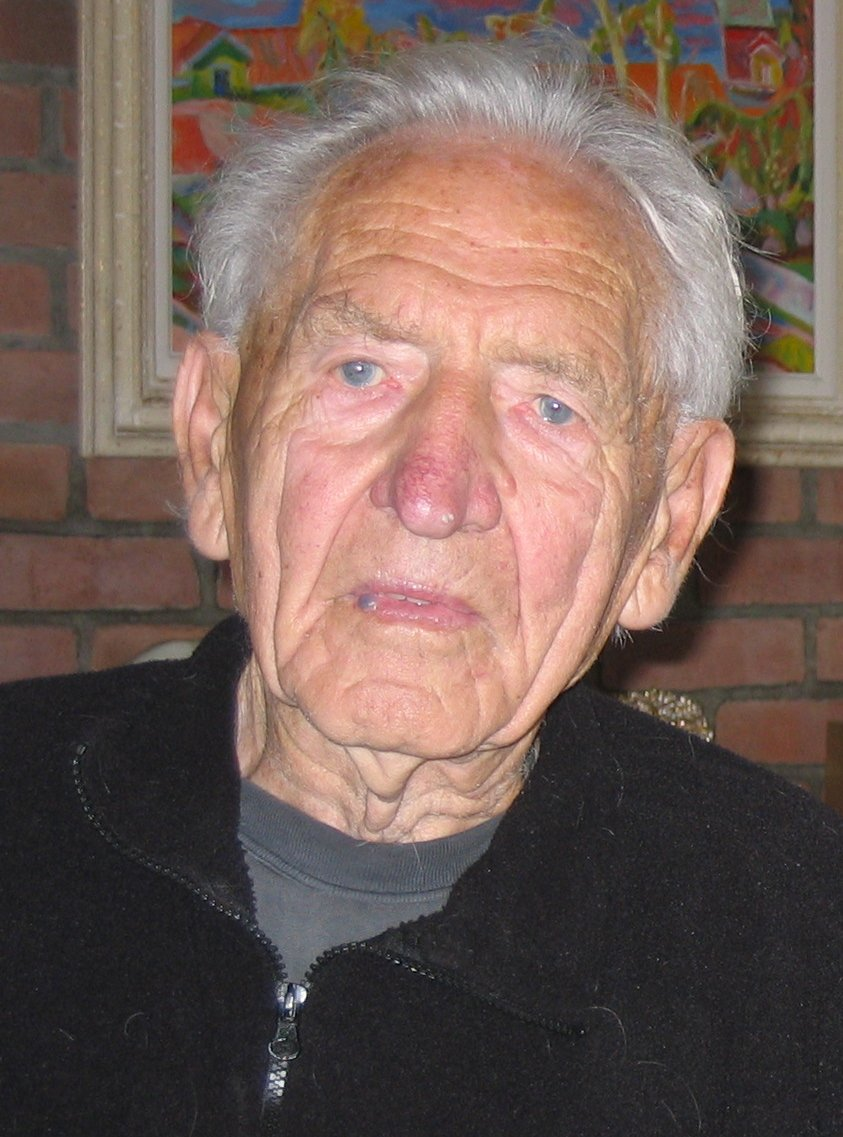
Haakon Lie, 2005.

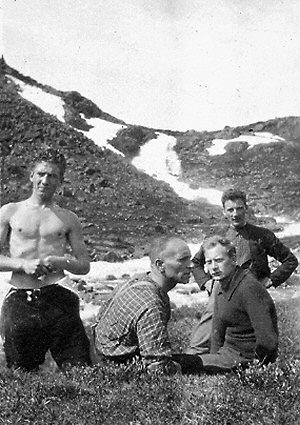
Haakon Lie, Martin Tranmæl, Einar Gerhardsen och Ola Stigum på tur i Norge, tidigt 1920-tal.

Haakon Lie, född 22 september 1905 i Kristiania, död 25 maj 2009 i Oslo, var en norsk socialdemokratisk politiker.

## Biografi
Lie växte upp i ett arbetarhem och organiserade sig inom Arbeiderpartiet 1921. I sin ungdom tillhörde han Martin Tranmæls radikala fackliga opposition inom partiet, tillsammans med bland andra Einar Gerhardsen. 1929 anställdes han som sekreterare vid partiets huvudkontor, med informationsarbetet som huvudansvar. 1932 var han med och grundade studieförbundet Arbeidernes Opplysningsforbund och mellan 1932 och 1940 var han dess sekreterare.
I april 1940 invaderades och ockuperades Norge av Nazityskland som en del av Operation Weserübung. Lie organiserade sig då i motståndsrörelsen, och arbetade med att hålla de fria radiosändningarna igång. När den norska regeringen och kung Håkon VII evakuerades till Storbritannien i juni 1940 beslutade sig Lie för att stanna och fortsätta verka inom motståndsrörelsen i Oslo. Till följd av tyska massarresteringar flydde han till Sverige i september 1941, varifrån han sedan tog sig till London i januari 1942 och började arbeta för den norska exilregeringen. Under kriget uppehöll han sig även i USA.
Efter Nazitysklands nederlag i andra världskriget och Norges frigörelse från ockupationen i maj 1945 återvände Lie till Norge. Hösten 1945 blev han vald till Arbeiderpartiets partisekreterare, en post han skulle behålla fram till 1969. Han kom att framträda som en av sitt lands mäktigaste politiker under efterkrigstiden, och verkade, som företrädare för Arbeiderpartiets högerflygel, för att omdana sitt parti från ett stridbart och renodlat arbetarparti med en klar socialistisk agenda till ett mittenparti som vände sig till alla samhällsklasser.
Lie blev känd för sin oförsonliga och hårda linje mot såväl de norska kommunisterna som vänsterflygeln i sitt eget parti, och kom att spela en framträdande roll i samband med övervakningen av dessa grupper under efterkrigstiden. Han var en tidig och ivrig förespråkare av ett norskt medlemskap i militäralliansen NATO och övrigt utvidgat militärt samarbete med västmakterna, och framstod från 1948 som en engagerad anhängare av staten Israel.
Lies orubbliga stöd för USA och väst samt hans starka antikommunistiska övertygelse var dock kontroversiell, i synnerhet under hans senare år på partisekreterarposten, då han bl.a. öppet gav sitt stöd till USA:s krigföring i Vietnam. Inom partiet hamnade han i strid med Einar Gerhardsen, och konflikterna ledde till att Sosialistisk folkeparti bildades 1961 som en utbrytning ur Arbeiderpartiet, samt att partiet förlorade stort i stortingsvalen 1961 och 1965.
Missnöjet med Lies politik gjorde att han avgick som Arbeiderpartiets sekreterare 1969, och samtidigt avgick han från partiets centralstyrelse. Han höll sedermera en relativt låg profil inom partisammanhang, men fortsatte vara aktiv inom politiken, bl.a. som generalsekreterare för den norska grenen av Europarörelsen. Han blev även aktiv som författare, och utgav 1975 memoarboken Slik jeg ser det. Boken blev en försäljningssuccé, och under de följande 18 åren skrev Lie ytterligare fyra memoarböcker, samt biografier över Martin Tranmæl och den norsk-amerikanske fackföreningsmannen Andrew Furuseth.
År 1993 gick Lie, då 88 år gammal, i pension. Han fortsatte dock att framträda inom enklare partiarrangemang och gav flera gånger sina synpunkter på aktuella frågor i media. År 2008 gjorde Lie comeback som författare med boken Slik jeg ser det nå, som utgavs på hans 103-årsdag den 22 september, och blev uppmärksammad då han framstod som självkritisk bl.a. angående hans tidigare orubbliga stöd till USA och Israel. Lie avled den 25 maj 2009 efter en tids sjukdom.